# Cynegius Maternus
(Aemilius?) Maternus Cynegius (mort après 388) est un haut fonctionnaire romain faisant partie du cercle des partisans de l'empereur Théodose Ier, auquel il doit sa carrière : il est notamment préfet du prétoire d'Orient de 384 à sa mort le 14 mars 388, année où il fut également consul avec pour collègue l'empereur lui-même.

## Biographie

### Famille
Il a été longtemps dit qu'il était originaire d'Hispanie, mais une étude sur le nomen de Cynegius à démontrer qu'il était d'origine oriental. Il est probablement le frère de Materna Cynegia, l'épouse de Florus, son prédécesseur au poste de préfet du prétoire d'Orient. Si cette parenté avec Materna Cynegia est vrai, il serait alors le frère de Maria, l'épouse d'Honorius, frère de l'empereur Théodose Ier.

### Carrière
Il est surtout connu pour son christianisme fanatique, son antisémitisme, et son zèle à combattre le paganisme : il fait notamment détruire des temples païens en Syrie et en Égypte en 386. Il aurait été l'un des principaux instigateurs de la destruction du  Sérapéum d'Alexandrie
C'est peut-être à ce personnage qu'est destiné le missorium de Théodose retrouvé en Espagne : c'est lui qui serait représenté en train de recevoir le codicille des mains de l'empereur.